# Luís Simões Raposo
Luís Robertes Simões Raposo (Lisboa, 15 de Abril de 1898 — Lisboa, 10 de Maio de 1934) foi um médico e investigador que se destacou na fundação da Junta de Orientação dos Estudos, que dirigiu nos anos finais da Primeira República Portuguesa.

## Biografia
Nasceu em Lisboa, filho do professor José António Simões Raposo Júnior e de sua esposa, a professora e pedagoga Luísa Emília Seixo Robertes, docente da Escola Normal Primária de Lisboa e pioneira do feminismo em Portugal.
Concluiu o ensino secundário no Liceu Pedro Nunes, em Lisboa, tendo-se distinguido como aluno brilhante e como editor do jornal Os Novos. Terminado o ensino secundário matriculou-se no curso de Medicina da Faculdade de Medicina de Lisboa e em 1919, ainda estudante, empregou-se como assistente de laboratório, trabalhando no Laboratório de Histologia daquela Faculdade, sob a direcção do Professor Celestino da Costa.
Foi iniciado na Maçonaria em 1920 na Loja Renascença, em Lisboa, com o nome simbólico de Catão.
Concluiu o curso de Medicina em 1923, mas manteve-se como assistente de investigação na área da histologia, emprego que manteria até 1925, embora a partir de 1923 estivesse essencialmente ocupado em funções políticas, já que neste último ano foi convidado para chefe de gabinete de António Sérgio, ao tempo Ministro da Instrução Pública. Também neste ano colaborou na revista Homens Livres  (1923).
Interessado pelas questões da investigação científica, propôs a criação de um organismo estatal que pudesse apoiar, através da concessão de bolsas de estudo, a formação científica dos investigadores e apoiar o funcionamento dos laboratórios e a participação portuguesa em congressos e outros eventos científicos internacionais. A sua proposta inicial, baseada no modelo espanhol, país onde desde 1907 funcionava uma Junta para Ampliación de Estudios e Investigaciones Científicas (JAE), resultou apenas a criação de uma Junta privada, designada por Junta de Educação. Contudo, quando a 21 de Junho de 1923 foi apresentado o Estatuto da Educação Nacional, de João Camoesas, dele já constava o projecto de criação de uma Junta Nacional de Fomento das Actividades Sociais e Investigações Científicas.
A ideia não pereceu e quando Luís Simões Raposo era chefe de gabinete do Ministro da Instrução Pública dinamizou a preparação do diploma criador da instituição, o qual foi publicado como o Decreto n.º 9332, de 29 de Dezembro de 1923, que estabelecia no Ministério da Instrução Pública um organismo técnico permanente, que se denominaria Junta de Orientação dos Estudos.
Criado o organismo, coube a Luís Simões Raposo liderar o seu arranque, tarefa na qual não teve grande sucesso, dada a crónica instabilidade do regime e as constantes mudanças de governo, que impediram a regulamentação da lei e não permitiram uma adequada dotação orçamental. Apesar desse mau desempenho da Junta, ainda assim constituiu um embrião da futura Junta de Educação Nacional e de todos os organismos de apoio à investigação científica que se lhe seguiram.
Terminado o curso e liberto das funções políticas, em 1925 encetou funções docentes na Faculdade de Medicina de Lisboa, a convite de Henrique Parreira, como 1.º assistente de Anatomia Patológica e Patologia Geral, aliando a docência a uma profícua actividade como investigador na área da histologia e da embriologia. Dedicou-se ao estudo da regeneração do sistema nervoso no pleurodelo adulto e o mecanismo de regeneração da medula espinal e dos gânglios nervosos da cauda dos urodelos. Na sua investigação na área da embriologia estudou a gastrulação do pleurodelo e as condições da formação do eixo neural e suas relações com o desenvolvimento embrionário nos mamíferos e nos anfíbios. Estes estudos, inovadores ao tempo, tiveram apreciável impacte no desenvolvimento da embriologia comparada e da neurobiologia, sendo depois prosseguidos no Instituto Cajal, em Madrid.
Quando em 1929 o governo da Ditadura Nacional criou a Junta de Educação Nacional (JEN), Luís Simões Raposo foi nomeado seu 1.º secretário, sendo depois nomeado pelo Ministro da Instrução Pública Gustavo Cordeiro Ramos para secretário-geral daquela Instituição. Desempenhou um papel fundamental como secretário-geral da JEN na sua fase de arranque, a ele se devendo o seu sucesso e o arranque do moderno financiamento estatal à investigação científica em Portugal e em particular no arranque de um programa regular de concessão de bolsas de estudo para formação científica no estrangeiro.
Entretanto ligou-se ao Instituto Rocha Cabral, iniciando aí estudos na área da cultura de tecidos e sobre a origem dos mecanismos de imunidade anti-cancerosa. No Instituto Português para o Estudo do Cancro iniciou estudos sobre os enxertos de neoplasma, matéria sobre a qual publicou diversos trabalhos.
Conhecido pela sua capacidade didáctica, foi autor de múltiplos artigos científicos e de obras destinadas ao ensino da anatomia patológica, da histologia e da embriologia. Em 1933 foi nomeado professor auxiliar da cadeira de Anatomia Patológica e Patologia Geral, na mesma Faculdade, mas faleceu subitamente em 1934, com apenas 36 anos de idade.
Em 1944, dez anos após o seu falecimento, foi objecto de uma homenagem, organizada pelo Professor Celestino da Costa, relembrando o seu papel instrumental na fundação e arranque da Junta de Educação Nacional e das instituições que a sucederam.